# Phorbia barbicula
Phorbia barbicula este o specie de muște din genul Phorbia, familia Anthomyiidae. A fost descrisă pentru prima dată de Huckett în anul 1948. Conform Catalogue of Life specia Phorbia barbicula nu are subspecii cunoscute.